# 헤움군

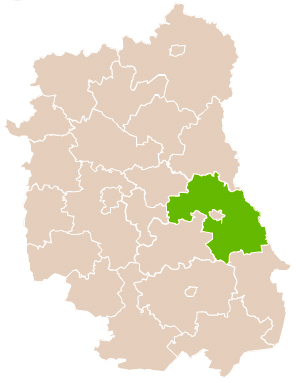
루블린주 지도에 표시된 헤움군의 위치

헤움군(폴란드어: powiat chełmski)은 폴란드 루블린주에 위치한 군으로 면적은 1,779.64km2, 인구는 74,595명(2019년 기준), 인구 밀도는 42명/km2이다. 군청 소재지는 헤움이지만 헤움군에 속하지 않고 별도의 도시군으로 존재한다.
남동쪽으로는 흐루비에슈프군, 남쪽으로는 자모시치군, 남서쪽으로는 크라스니스타프군, 서쪽으로는 시비드니크군, 웽치나군, 북쪽으로는 브워다바군과 접하며 동쪽으로는 우크라이나와 국경을 접한다. 15개 지방 자치체(1개 도시, 14개 농촌)를 관할한다.

군기
군 문장